# 잭슨 폴록
폴 잭슨 폴록(영어: Paul Jackson Pollock, 1912년 1월 28일 ~ 1956년 8월 11일)은 미국의 화가로 추상표현주의의 예술가이다. 부인은 추상화가 리 크래스너다.
와이오밍주에서 태어나 로스앤젤레스와 뉴욕에서 공부하였다. 1930년대부터 표현주의에서 초현실주의로 선회했다. 1947년 마루바닥에 편 화포 위에 공업용 페인트를 떨어뜨리는 기법을 창안해 유명해졌다. 이것은 작가의  행위를 직접 화포에 하는 기록이라고 하여 '액션 페인팅'이라 불렀다. 대표작으로 〈가을의 리듬〉이 있다.

## 생애
폴록은 미국 와이오밍주 코디에서 태어나 미국 서부의 애리조나주와 캘리포니아주 북부에서 소년시절을 보낸 후 로스앤젤레스의 미술고등학교에서 조각과 회화를 공부하였다. 1929년 뉴욕으로 건너가 1931년까지 아트 스튜던트 리그에서 토머스 하트 벤턴에게 사사하였다. 그가 작가활동을 시작한 것은 1935년 이후의 일인데 추상적인 작품으로 전환한 것은 1940년부터이다.
1942년 그는 뉴욕의 맥밀런 화랑에서 열린 '미국·프랑스 청년화가 미술전'에 첫 출품을 하였다. 이듬해인 1943년에는 유명한 여성 수집가인 페기 구겐하임이 주최한 '금세기의 미술' 화랑에서 최초의 개인전을 가졌고 그 개인전은 1950년 유럽에서도 개최하여 이목을 집중시켰다. 또 그 해에 열린 베네치아 비엔날레 전시회에서는 아실 고키와 빌럼 데 쿠닝과 함께 미국을 대표하는 젊은 화가로 각광을 받았다. 그 후에 그는 액션 페인팅의 대표적인 화가로서 미국과 유럽에서 정력적인 활동을 계속하였으나 1956년 뉴욕 교외인 서퍽군의 스프링스에서 자동차 사고로 사망하였다.
그의 생애를 다룬 영화로 《폴록》이 있으며, 2009년 1월 28일 구글이 폴록의 기일에 맞춰 로고를 그의 작품과 비슷한 그림으로 바꾼 적이 있다.